# Alexandre Noel Charles Acloque
Alexandre Noel Charles Acloque (1871 - 1908 ) foi um botânico francês .